# Площа Ринок (Краків)
Пло́ща Ри́нок, Головни́й Ри́нок (пол. Rynek Główny) — головна ринкова площа Старого міста в Кракові, регулярна, квадратна, на перетині 11 вулиць, виділена 1257 р. на північ від Окула та його околиці ; на схід від Площі Ринок виділено Малий Ринок (допоміжний ринок) .
Головний Ринок займає чотири квартали міста, заснованого на Магдебурзькому праві, розмежованих у шаховому порядку; має форму квадрата 200 × 200 м, у південній частині пристосоване до передлокаційної забудови Окула . Через площу Ринок пролягає Королівська дорога, головний шлях сполучення середньовічного міста, що веде від Флоріанських воріт через Старе місто та Окул до Королівського замку Вавель . Зі східного боку до ринкової площі прилягає Маріацька площа, що оточує костел  Маріацький .
У південній частині ринкової площі, на лійкоподібному виході з вулиці Ґродської, стоїть невеликий костел св. Войцеха, у північній частині східного кварталу на Ринковій площі – костел Успіння Пресвятої Діви Марії (Маріацький костел), парафіяльний костел (з 1223 року). Обидва храми, спочатку романські, були засновані ще до локації Кракова .
Історія площі Ринок сягає XIII століття; є найбільшою (4 га площі) площою Кракова, а також одним із найбільших ринків у Європі (у Польщі найбільші в Олецку – понад 5,5 га   та Латовичу – близько 4,3 га , тоді як ринки в Тарногруді та Вроцлаві трохи менші).
На Головному Ринку та в сусідстві знаходяться важливі пам’ятки – Маріацький костел, Суконні ряди (Sukiennice), Костел св. Войцеха або вежа ратуші, залишки ратуші, знесеної у 1820 р.

## Ринок та його околиці
Майже всі кам'яниці та палаци навколо площі Ринок є багатовіковою історичною забудовою. У них, серед іншого, розташовані Історичний музей міста Кракова та Міжнародний культурний центр, а також магазини з ексклюзивними товарами. Найвідоміші ресторани Wierzynek (№ 15) і Hawełka – Tetmajerowska (№ 15). 34). Інші: Wentzl (№ 19), Redolfi (№ 38) і Pod Słońcem (№ 43). Кав'ярня Vis a Vis № 29 була улюбленим місцем Пьотра Скшинецького, творця кабаре "Півниця під Баранами". Його фігура в характерному капелюсі досі з'являється в саду кафе .
На ринку є:
- Костел св.Войцеха
- Вежа ратуші
- Суконні ряди
- Пам'ятник Адаму Міцкевичу
- Табличка на честь вступу Польщі в Європейський Союз
- Табличка на честь повстання Костюшка
- Табличка на честь прусської шани 1525 року
- Скульптура Ігоря Міторая
- Студня Валентій Бадилак

Навколо нього:
- Маріацький костел
- ряд історичних багатоквартирних будинків
- Пам'ятник Пьотру Скшинецькому

З моменту побудови площі її рівень подекуди підвищився більш ніж на 5 м (зовні це найпростіше помітити біля костела св. Войцеха та поруч з Маріацьким костелом.
У вересні 2010 року було відкрито Підземелля Ринку, філію Історичного музею міста Кракова.
Під площею Ринок також знаходяться, серед іншого: підвали та міні-археологічний музей у підвалі костелу св. Войцеха. Між вежею ратуші та Суконними рядами є підземний зв’язок, а під головною залою є середньовічна зала довжиною 100 метрів і висотою 5 м. Ще один простір, прихований під поверхнею ринкової площі біля Суконних рядів, знаходиться на узбіччі вул. Сієнна, так звані Крами Богате (Kramy Bogate) (прибл. 1200 м²).
З метою підвищення привабливості, підвищення безпеки та зменшення забруднення навколишнього середовища на Ринковій площі Кракова та її околицях було створено пішохідні та пішохідно-велосипедні зони.

## Історія
Ринкова площа — найбільша площа Кракова та найбільша середньовічна ринкова площа Європи.
5 червня 1257 року краківським князем Болеславом Сором'язливим Краків був локований за магдебурзьким правом. Тодішні війти Гедко Стільвойт, Якуб з Ниси та Дитмар з Вроцлава розмітили ринкову площу на основі регулярної вимірювальної сітки як квадрат зі стороною трохи більшою за 200 метрів, з деформаціями внаслідок необхідності адаптації до залишків забудови (Маріацький костел та костел св.Войцеха). Площа була створена з думкою, що місцеві жителі та купці, які слідують торговими шляхами, матимуть достатньо місця для торгівлі. Залишками колись численних купецьких лавок є Суконні ряди, розташовані в центрі площі Ринок.
Головна площа спочатку була власністю правителя. У 1358 році Казимир Великий відмовився від більшості об'єктів на користь міста. Перша згадка датується 1300 роком, називається Rynek, Ring, Circulus або Forum, ці назви збереглися до 1882 року. Пізніше він отримав назву Головний Ринок (Rynek Główny).
Від початку XIV до XVIII століття окремі частини ринку мали окремі назви, як правило, пов'язані з видом торгівлі, що там велася. Вся північна частина (за іншими джерелами - лише її частина) називалася «Курячим ринком». Ймовірно, він займав територію на вул. Славковської до вул. Флоріанська. У північно-західному куті, між Суконними рядами та кінцем вул. Щепанська, згадується в 1343 році r. «Соляний ринок». Проте на ділянці між ратушею та ділянкою від вул. Вішльна до вул. Брацької знаходився «Вугільний ринок». Від виходу з вул Брацька до кінця вул. Гродзької був «Оловний ринок», також його називали «Оловний двір». Між костелом св. Войцеха та виїздом вул. Сєнної, навпроти Сірої кам'яниці, знаходився «Єврейський ринок». Ймовірно, навпроти виходу з вул. Брацької, біля південної стіни Суконних рядів, де в 1525 р. відбулася Прусська шана, була площа під назвою "На Голді" ("Na Goldzie"). У XVII-XVIII століттях це місце називали «в маєстаті» ("na majestacie") або «театрум» ("theatrum"). Крім перерахованих, локалізованих назв частин Ринкової площі, джерела згадують місця, розташування яких наразі важко визначити, — «Рибний тарг», «Хлібний ринок», «Беднажський тарг» і «Раковий тарг»  .
Тодішня назва Рінг(Ring) походить від вулиці, що пролягала навколо ринкової площі. З кожного боку площі розташовані три паралельні вулиці, за винятком вулиці Ґродської, яка, ймовірно, існувала до цього місця. Чотири вулиці (вул. Яна, Сєнна, Брацька та Шевська), перетинаючись посередині, створюють чотири адміністративні квартали: Славковський, Жезничий, Гродський та Гарнчарський. Це пережиток римської традиції розмічати міста на основі двох пересічних осей (у Кракові перетин був у так званому хресті Суконних рядів). У другій половині XIII століття були побудовані перші цегляні будівлі: Суконні ряди, прилеглі до них зі сходу Крами Богате (для торгівлі предметами розкоші, за формою схожі на Суконні ряди, на 64 торгових палати) і кілька кам'яниць. У XIV столітті була побудована більшість кам’яниць, а також ратуша з будинком нотаріуса та Великі ваги (Ołowiana), між Суконницями та костелом св.Войцеха, Малі Ваги (Woskową) на східній стороні Крами Богате. Приблизно в середині XIV століття Суконні ряди набули свого вигляду з деякими змінами в XVI-XIX століттях збереглися донині. Збережений ряд лавок із півдня та півночі замикали стрижні (приміщення сукноміри), північний згодом назвали Синдиківкою. Цегляні господарські будівлі були оточені гущавиною дерев'яних яток, якими користувалися представники різних професій.
Головна площа зібрала значну частину середньовічних резиденцій Кракова (Марграбська кам'яниця, палац Під Кшиштофорами, палац Збараських, Сіра кам'яниця (Szara Kamienica)) та вражаючі палаци, пов'язані з міською та королівською владою (Гетьманська кам'яниця та кам'яниця Монтелупі).
Першу бруківку поклали у другій половині XIV століття. У 1373 році був видано розпорядження, яке зобов’язувало власників прилеглих кам’яних будинків підтримувати чистоту на вулицях. У XVI столітті — першій половині XVII століття змінилися форма й архітектурне оздоблення всіх будівель головної площі, крім костелу Св. Марії. Найбільшою некультовою спорудою була краківська ратуша, розширена зерносховищем. Біля рогів Головної площі стояли дерев’яні резервуари для води, які заповнювалися від водопроводу, залишки яких були виявлені під час археологічних досліджень. З середини XVI століття кімнати першого поверху кам’яниць було перетворено на крамниці, склади та пункти обміну валюти (у магнатських палацах, зокрема в Сірій кам'яниці, кімнати орендували переважно єврейські купці, тому на початку XVII столітті на виїзді з вул. Сєнної  був заснований Єврейський ринок). Перші сучасні установи розташовувалися в кам'яницях і ринкових палацах (банківська контора в кам'яниці Під Круком, пошта в кам'яниці Монтелупі).

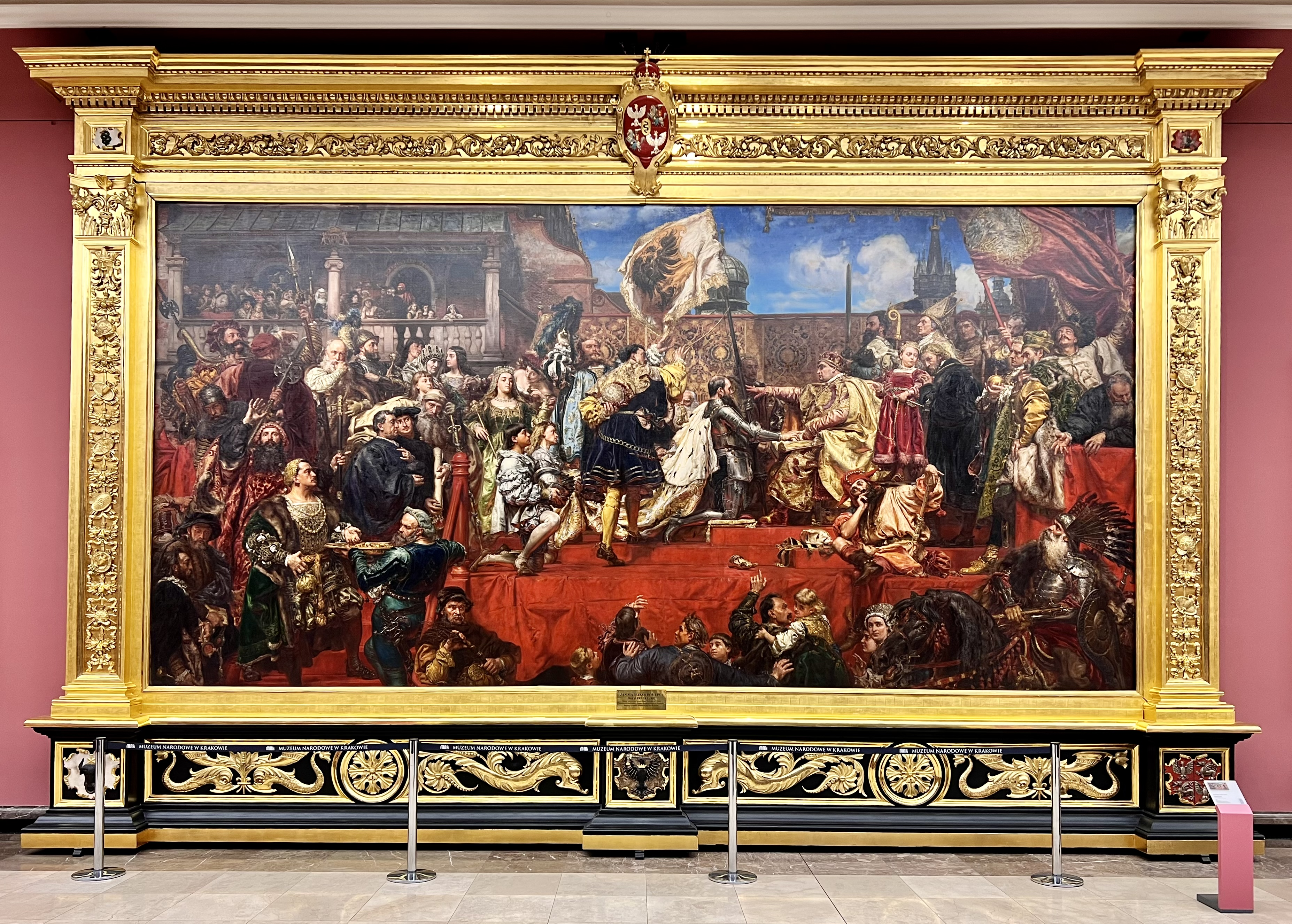
Прусська шана, Ян Матейко

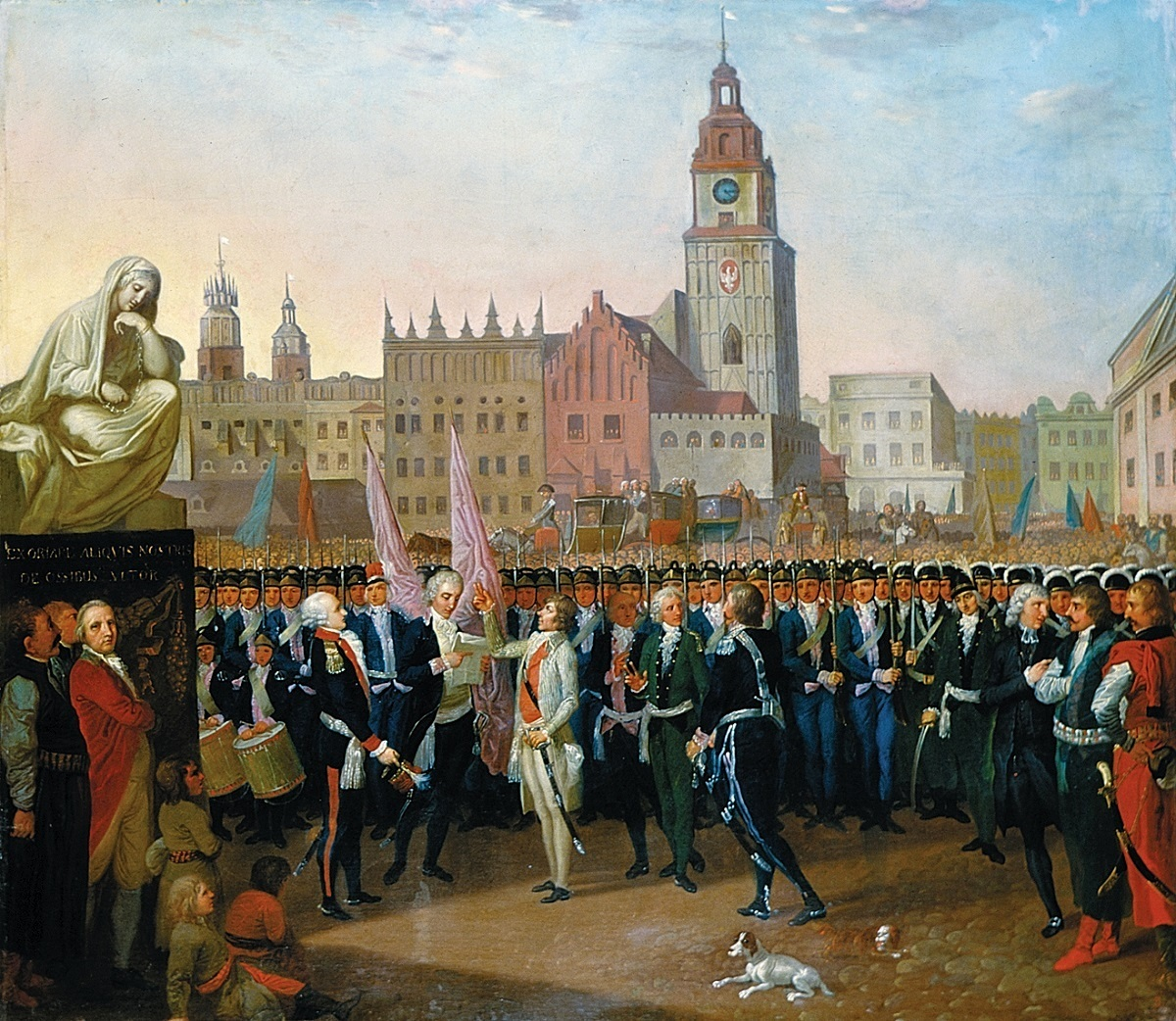
Присяга Костюшка на Ринковій площі в Кракові, Францішек Смуглевич, 1797 р.

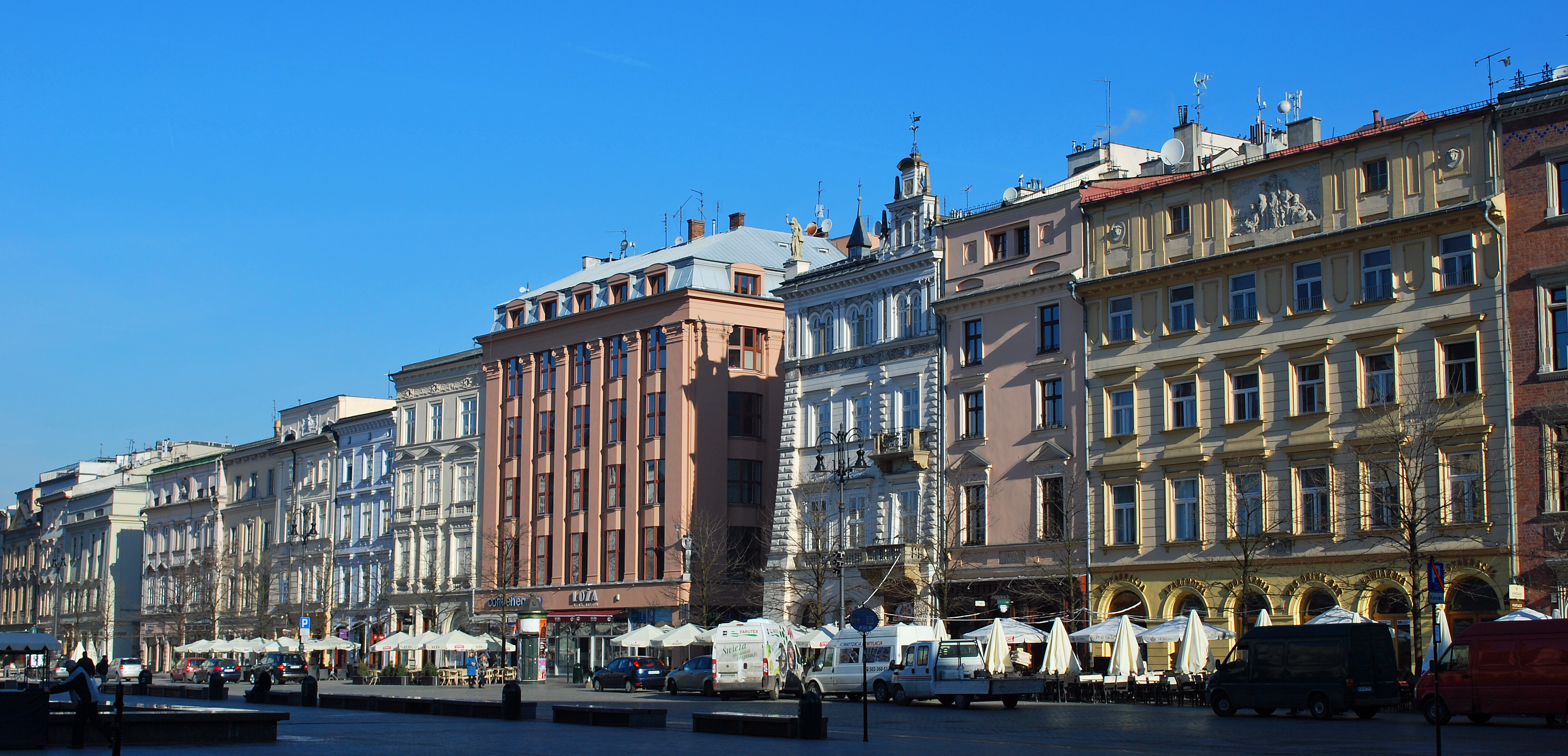
Лінія A-B, північна перія

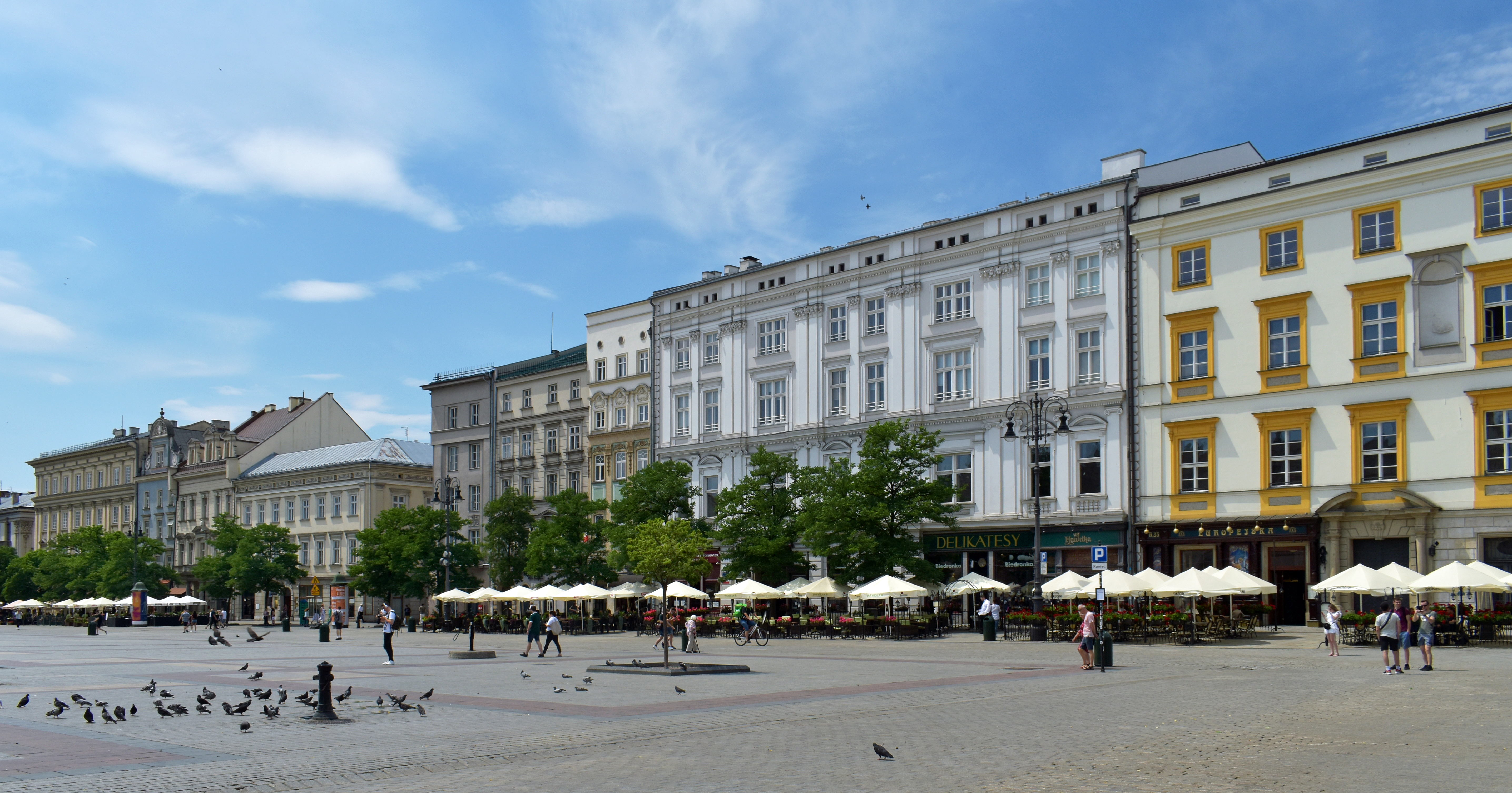
Лінія C–D, західна перія

В епоху Відродження та раннього бароко на Головній площі (переважно на Голді) святкували урочисті королівські в'їзди, вшанування королів, тріумфи та паради. Це було місцем багатьох грандіозних свят та історичних подій Першої польської республіки . На ринковій площі 10 квітня 1525 року прусський князь Альбрехт Гогенцоллерн віддав шану польському королю Сигізмунду Старому. Там же відбулася військова присяга на вірність конституції 3 травня (1791 р.). 24 березня 1794 року верховний головнокомандувач національних збройних сил Тадеуш Костюшко склав присягу нації, поклавши початок повстанню. Головна площа також пам’ятає вступ князя Юзефа Понятовського та зайняття гауптвахти польськими військами у 1809 році, а також бали в Суконних рядах на честь Наполеона.
Ринкова площа розташована на Королівській дорозі, що веде від Барбакану до Вавеля, де відбувалися урочисті в'їзди короля та іноземних делегацій.
Тут відбувалися військові події Краківської революції (1846) та Весни Народів (1848).
Публічні смертні вироки виконувалися на Головному Ринку, часто поєднуючись із тортурами (включно з обезголовленням Анджея Вєржинека, онука Миколая). Засуджених різали ножем (нині цей ніж висить у проході в Суконних рядах)   .
На рубежі XVII і XVIII столітті було побудовано кілька вражаючих палаців у стилі пізнього бароко (Спішський палац), а кілька старіших було перебудовано (Камєяниця Гетманська, Марграбська, Під Евангелістами, Сіра Кам'яниця).
За резолюцією Сенату ратушу в 1817–1820 рр. знесли, залишивши лише вежу. Після 1830 року були встановлені перші зупинки фіакрів, які часто неправильно називають дрожками . Більшість кам’яниць на рубежі XVIII–XIX століть перейшла в руки новоприбулих у Кракові купецьких родин. Частину палаців придбали нові аристократичні родини, зокрема Родина Потоцьких гербу Пілява придбала палац «Під Баранами» .
У 1882 р. австрійці запровадили в Кракові нумерацію кам’яниць, також на площі Ринок, і поділ комплексів фасадів (перій) на так звані лінії :
- лінія А – Б – фасади між вул. Флоріанська та Славковська
- лінія C – D – фасади між вул. Щепанська та вул. св. Анни
- лінія E – F – фасади між вул. Вішльна та Гродзька
- лінія G – H – фасади між вул. Гродзька і Площа Маріацька

Того ж 1882 року була запущена перша в Кракові лінія вузькоколійного кінного трамваю, яка пролягала через Ринкову площу. У наступні роки Ринкова площа була найважливішим транспортним вузлом міста – тут перетиналися маршрути кількох трамвайних ліній. У 1951 році, незважаючи на спротив спеціалістів, влада вирішила ліквідувати колії на Ринковій площі. Цей процес продовжувався поступово. 27 червня 1952 року ринковою площею проїхав останній стандартний трамвай, а вузькоколійки остаточно зникли 13 лютого 1953 року, коли їх було ліквідовано. Через кілька років колії були демонтовані, до того часу тут діяв атракціон у вигляді трас кінного трамвая  .
У 1898 році встановлено пам'ятник Адаму Міцкевичу .
У 1929–1932 рр. на лінії АВ було збудовано будинок СК «Фенікс». Його збудували за концепцією Адольфа Шишко-Богуша, а проект викликав суперечки  .

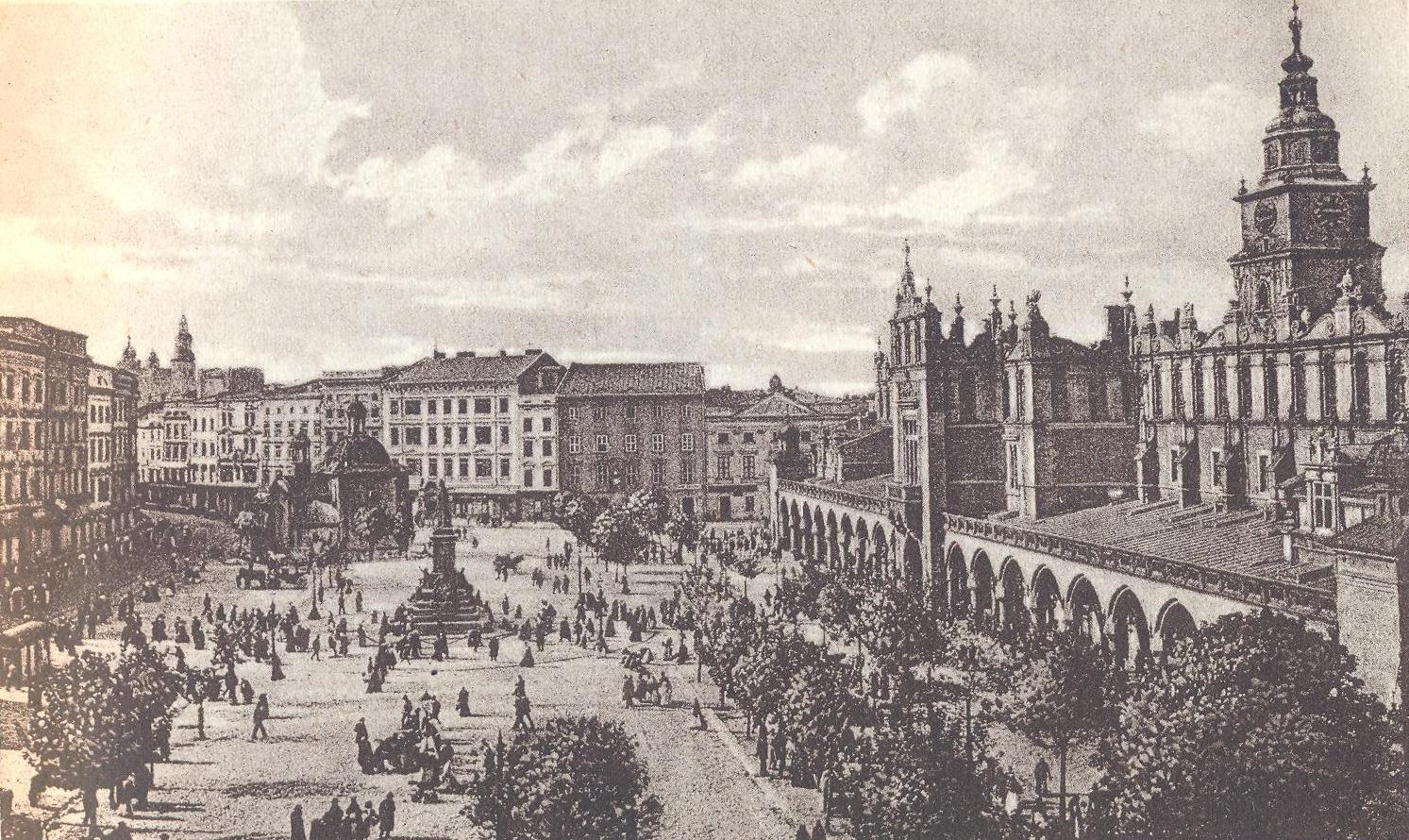
Головний Ринок, 1930 рік

У 1940 році німецькі окупанти перейменували Головну площу на Adolf-Hitler Platz . Після закінчення бойових дій 18 січня 1945р відновлено довоєнну назву (як і всім вулицям і площам у Кракові, назви яких змінив окупант).
4 січня 1979 року Ринкова площа була закрита для автомобільного руху.

## Вечірки та заходи

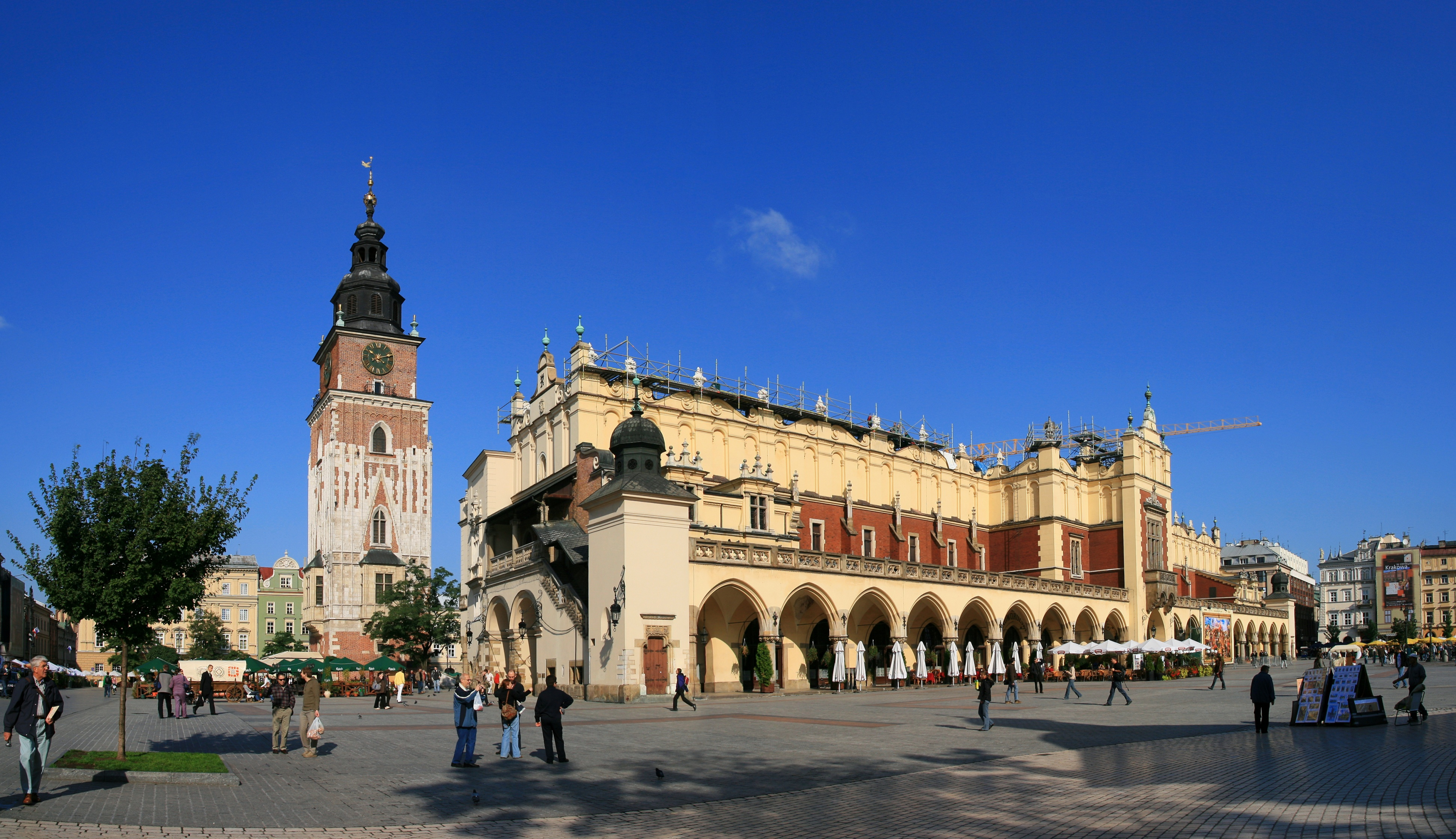
Краків, Головний Ринок - Суконні ряди та Ратушна вежа

Площа Ринок є місцем циклічних зустрічей, літніх фестивалів, концертів, ярмарків та презентацій:
- Міжнародні збори військових оркестрів (червень)
- Фінал Великого Оркестру Різдвяної Благодійності
- хода учасників Міжнародного фестивалю вуличних театрів
- Фестиваль придворних танців під вежею Ратуші (серпень)
- щорічна новорічна вечірка - найбільший бал в країні
- Різдвяні ярмарки (грудень)
- Великодні ярмарки (березень – квітень)
- Ярмарок Цепеліада (серпень)
- інтронізація короля стрільців (червень)
- урочисте відкриття ювеналій
- старт і фініш, або елемент маршруту Cracovia Marathon
- Фінал параду Лайконік
- конкурс вертепів, започаткований у 1937 році
- Парад Драконів – захід, який з 2000 року організовує Театр ляльок, масок і актора «Гротеска» на початку червня.

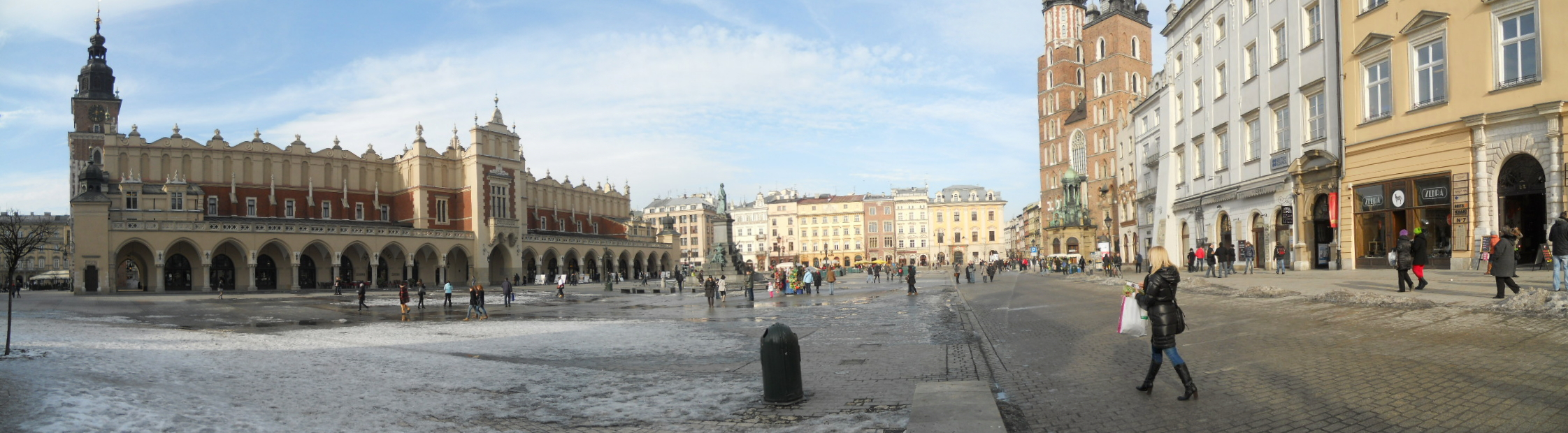
Панорама площі Ринок (видно, серед ін. Суконні ряди та костел св. Марії)

- антикварний ярмарок

## Легенди
З площею Ринок пов'язано чимало легенд:
- про голубів
- про гейнала
- про Твардовського
- про ніж у Суконних рядах

## Дивись також
- Мала ринкова площа в Кракові
- Підземелля Ринку